# 中船防務
23°04′19″N 113°15′05″E / 23.072053°N 113.251255°E
中船海洋與防務裝備股份有限公司，(港交所：317,上交所：600685)，簡稱中船防務，前身為广州广船国际股份有限公司（简称广船国际），是中國船舶工業集團公司屬下的華南地區最大的現代化造船綜合企業，也是目前在香港上市的造船企業之一。1993年6月7日，廣州造船廠分離出广船国际，同時广船国际在香港交易所和上海證券交易所分別發行H股和A股。现任公司董事长兼党委书记是陈景奇，副董事长兼总经理是韩广德。中船防務主要業務為建造及銷售船舶；製造及銷售鋼結構及機電設備；電腦銷售，集裝箱運輸及修理船隻服務，並在廣東省廣州市和佛山市均設有造船廠。
中船防務受惠於中國內地十一五規劃和國際造船業快速增長，造船訂單充裕，純利自2006年起以倍數增長。A股和H股股價自2006年初的10元人民幣及港元以下，曾分別升至2007年10月最高的102.89元人民幣和68.5港元，但其後因美國次級按揭危機引發的大跌市而大幅回落。
廣船國際（317）2013年10月1日公佈，將向母公司中船集團、寶鋼與中國海運集團配股集資約28.25億元，其中其中9.56億人民幣約12.05億元將用於向中船收購造船廠資產，變相獲母公司「半賣半送」華南地區最大造船廠「龍穴造船」，涉及資產總值107.88億元人民幣，不過亦同時背負約104.09億元人民幣的負債。
2014年2月12日廣船國際（0317）公告宣布，完成H股配售，向關聯人中國船舶（香港）航運租賃公司、寶鋼資源（國際）和中國海運（香港）三家機構共配售3.87億股H股，每股發行價7.29元，較昨日收市價18.78元折讓61.2%，籌資額達28.25億元。其中中船航運租賃公司斥資25.2億元，認購了3.45億股股份，佔擴大後股本的33.57%
广船国际最近几年的军船业绩主要包括903型大型综合补给舰 886 号“千岛湖舰”、889 号“太湖舰”，医院船 866 号“和平方舟”，潜艇支援舰 867 号“长岛舰”，航母训练支援舰 88 号“徐霞客舰”等。2014年5月30日和12月20日，广船制造的903A 型综合补给舰 5 号舰和 6 号舰分别下水，两舰服役后将形成三大舰队各自拥有至少两艘综合补给舰。